# 科乐美首尔奥运会
《科乐美首尔奥运会》，是一款以奥林匹克为主题的体育类游戏。由科乐美公司制作并首次于1988年在红白机上发行。本游戏在日本以首尔奥运会为题发行。
游戏可以选择国家。玩家控制着运动员可以进行15项体育项目。